# Amt Geisa
Das Amt Geisa, auch Geisaer Amt oder Amt Rockenstuhl genannt, war eine territoriale Verwaltungseinheit des geistlichen Fürstentums Fulda. Mit dem Reichsdeputationshauptschluss 1803 wurde das geistliche Fürstentum aufgelöst und an Friedrich Wilhelm von Oranien-Nassau übergeben, bis 1806 Napoleon I. das Gebiet annektierte. 1810 wurde es Teil des Großherzogtums Frankfurt.
Auf dem Wiener Kongress 1815 wurde die Provinz Fulda aufgelöst, wodurch das Amt Geisa 1815
an das Großherzogtum Sachsen-Weimar-Eisenach abgegeben wurde.
Bis zur Verwaltungs- und Gebietsreform des Großherzogtums Sachsen-Weimar-Eisenach im Jahr 1850 und der damit verbundenen Auflösung bildete es als Amt den räumlichen Bezugspunkt für die Einforderung landesherrlicher Abgaben und Frondienste, für Polizei, Rechtsprechung und Heeresfolge.

## Geographische Lage
Das Amt Geisa liegt im nördlichen Teil der Rhön, der heute thüringischen Kuppenrhön. Wahrzeichen des Geisaer Amts ist der 529 Meter hohe Basaltkegel Rockenstuhl.
Das bedeutendste Fließgewässer des Amts ist die Ulster, ein Nebenfluss der Werra. Aus dem Gebiet von Rockenstuhl fließen ihr von links der Apfelbach zu, sowie die Geisa, die in der Stadt Geisa in die Ulster mündet. 
Das Amt Geisa befindet sich heute im Süden des thüringischen Wartburgkreises an Landesgrenze zu Hessen, die nach ihrer ersten Festlegung im Jahr 1815 für die Bevölkerung bedeutungslos geblieben war, mit der Deutschen Teilung zwischen 1945 und 1990 aber die weitere Entwicklung der Region hemmte. Geisa ist heute die westlichste Stadt, der Ort Reinhards der westlichste Punkt Thüringens und war bis 1990 auch der westlichste Punkt der DDR und des Warschauer Pakts. Der südliche Amtsteil um den Rockenstuhl ist seit 1815 von drei Seiten von hessischem Gebiet umschlossen.

## Angrenzende Verwaltungseinheiten
| Herrschaft Mansbach (geistliches Fürstentum Fulda) | Amt Vacha (Landgrafschaft Hessen-Kassel)       | Gericht Völkershausen (ab 1648 zur Landgrafschaft Hessen-Kassel)                                   |
| Stiftsamt Rasdorf (geistliches Fürstentum Fulda)   | Kompassrose, die auf Nachbargemeinden zeigt    | Amt Fischberg (fuldisches Lehen der Grafschaft Henneberg, nach 1583 teilweise zu Sachsen-Eisenach) |
| Amt Hünfeld (geistliches Fürstentum Fulda)         | Amt Bieberstein (geistliches Fürstentum Fulda) | Herrschaft Tann                                                                                    |

## Geschichte

### Die Ministerialen von Rockenstuhl
Die ersten schriftlichen Belege zur Geschichte von Geisa stammen aus der Zeit Abt Ratgars von Fulda, dieser schloss mit Kaiser Ludwig dem Frommen (778–840) einen Tauschvertrag, durch den er u. a. die Meiereien Geisa (Geisaha) und Spahl („Spanelo“) erwarb. Das Gebiet um Geisa und Rockenstuhl war von 817 bis 1803 in Besitz der Bischöfe von Fulda. 
Bereits im 12. Jahrhundert wurde durch das Kloster Fulda die Burg Rockenstuhl auf dem gleichnamigen Berg Rockenstuhl errichtet und als Lehen an die 1185 erstmals erwähnen Ministerialen von Rockenstuhl vergeben. 
Als nach 1254, während der Zeit des sogenannten Interregnums (1256–1272), die Herrschaftsverhältnisse im Reich unbeständig waren, lagen einige Adlige mit dem Kloster in Streit, darunter u. a. die Herren von Rockenstuhl. Sie wurden zu Wegelagerern und Raubrittern. Als Reaktion veranlasste der Fuldaer Fürstabt Bertho II. von Leibolz den Bau der Stadtmauer um Geisa 1265 und die Zerstörung der Burg Rockenstuhl im Jahr 1271. Unter Abt Heinrich V. (1288–1313) wurde die Burg als gegen Thüringen gerichtetes Bollwerk neu befestigt und kam als Lehen in den Besitz der Grafen von Henneberg.

### Das fuldische Amt Rockenstuhl
Anfang des 14. Jahrhunderts wurde die Verwaltung und die Gerichtsbarkeit des Geisaer Amts von Geisa auf das „Schloss“ Rockenstuhl verlegt, das die Fuldaer Fürstäbte seitdem als Residenz nutzten. Vom fuldischen Amt Rockenstuhl ist erstmals 1327 die Rede, welches den Landbezirk des Geisaer Amts umfasste. Die Siedlung Geisa wurde um 1302 zur Stadt erhoben und aus dem Verwaltungs- und Gerichtsbezirk herausgelöst. Über mehrere Jahrhunderte übten lehnspflichtige Ritter im Namen des Klosters Fulda die Herrschaft über das Geisaer Land aus. 
Die Fürstabtei Fulda hatte sich im 14. Jahrhundert und beginnenden 15. Jahrhundert schwer verschuldet. Da sich das Hochstift Fulda in dieser Zeit eng an Kurmainz anlehnte, auch um die fuldische Unabhängigkeit gegenüber der Landgrafschaft Hessen zu sichern, wurde Fulda in den Mainzisch-Hessischen Krieg von 1427 zwischen dem Erzbistum Mainz und den Landgrafen von Hessen um die territoriale Vorherrschaft im heutigen Hessen hineingezogen. Im Zuge des im Dezember 1427 in Frankfurt geschlossenen Friedensvertrags verpfändete der fuldische Fürstabt Johann I. von Merlau unter anderem zwei Drittel von Geisa und Rockenstuhl an Landgraf Ludwig und Erzbischof Konrad. Erst 1496 wurde dieser Pfand wieder eingelöst. In der folgenden Zeit bis 1670 wurde Geisa mehrfach verpfändet und wieder eingelöst. 
Während des Bauernkrieges (1524–1525) versuchten aufständische Bauern aus der benachbarten Herrschaft Tann, einem Zentrum der Reformation, erfolglos, das katholische Geisa zu erobern. Bis 1634 folgte die Zeit der Reformation und Gegenreformation im Fuldaer Land. Nach mehrfachem Konfessionswechsel, entsprechend der Religion des jeweiligen Landesherren, kehrte die Bevölkerung Geisas vom protestantischen zum alten katholischen Glauben zurück.
Im Jahre 1699 soll das Schloss am Rockenstuhl durch Blitzschlag zerstört worden sein. Die Steine der Burg wurden als Baumaterial in Geisa verwendet, so dass heute fast nichts mehr von ihr zu sehen ist. Der Verwaltungs- und Gerichtssitz des Geisaer Amts wurden wieder nach Geisa verlegt.
Im 18. Jahrhundert wurde das Amt als Oberamt bezeichnet. An seiner Spitze stand formal ein adliger Oberamtmann. Dieses Amt war aber zum Ende des HRR Sinekure. Oberster Beamter war faktisch vielmehr der Amtsvogt.

### Territoriale Zugehörigkeit nach Auflösung des geistlichen Fürstentums Fulda
Nach dem Reichsdeputationshauptschluss 1803 wurde das 1802 säkularisierte Hochstift Fulda aufgelöst und an Friedrich Wilhelm von Oranien-Nassau übergeben, bis 1806 Napoleon I. das Gebiet annektierte. 1810 wurde Fulda mit seinen Ämtern Teil des Großherzogtums Frankfurt und 1813 unter österreichische Verwaltung gestellt.
Der Wiener Kongress 1815 zerschlug letztendlich die Region. Der nördliche und zentrale Teil des ehemaligen Fürstentums Fulda ging an Kurhessen, der südliche an Bayern und die östlichen Ämter Geisa und Fischberg/Dermbach wurden dem Eisenacher Landesteil des thüringischen Großherzogtums Sachsen-Weimar-Eisenach angegliedert. 
Die politische und kirchliche Trennung der jahrhundertealten Verbindung des katholischen Amts zur Bischofsstadt Fulda führte zunächst zu einigen Reibereien mit der neuen, evangelischen Regierung. Eine formelle Fortsetzung der fuldischen Verwaltung wollte man aus verständlichen Gründen verhindern, daher wurde mit dem Bistum Paderborn verhandelt, um eine Lösung zu finden. 1829 wurden die Ämter Geisa und Dermbach aber kirchlich wieder dem Bistum Fulda zugeordnet. 
1849/50 erfolgte im Großherzogtum Sachsen-Weimar-Eisenach die Trennung der Rechtsprechung von der Verwaltung. Das Amt Geisa wurde mit anderen Ämtern der Rhön zum Verwaltungsbezirk Dermbach, der auch als IV. Verwaltungsbezirk bezeichnet wurde, mit Sitz in Dermbach zusammengelegt. Dieser umfasste den südlichen Teil des früheren Herzogtums Sachsen-Eisenach, welcher im 19. Jahrhundert auch als Eisenacher Oberland bezeichnet wurde. Das Geisaer Amt wurde zum Justizamt Geisa. Im Jahre 1879 folgt die Umwandlung in das Amtsgericht Geisa.

## Zugehörige Orte
Das Amt Geisa bestand aus 23 Gemeindebezirken, darunter 1 Stadt (Geisa). Die Bewohner gehörten in weit überwiegender Zahl der katholischen Kirche an. 
Städte
- Geisa

Dörfer
| - Apfelbach - Bermbach - Borbels - Borsch - Bremen - Buttlar - Geblar - Geismar - Gerstengrund - Hochrain | - Ketten - Kohlbachshof - Kranlucken - Langwinden - Lenders - Mellendorf - Merles - Mieswarz - Motzlar - Otzbach | - Reinhards - Burg Rockenstuhl - Röderkirchhof - Rothof (Oberrothhof und Unterrothhof) - Schleid - Seeleshof - Spahl - Steinerts - Sunzenhausen - Walkes | - Wiesenfeld - Zitters |

Einzelgüter
u. a.
- Fischerhof (zu Borsch)
- Jakobshof
- Lützenbachshof (zu Borsch)
- Pirschhaus am Roßberg
- Wassermannshof
- Weidhof

## Amtshaus
Das 1540 erbaute Gebäude diente zu Beginn als Kellerei und Kornspeicher. Vom Ende des 16. bis Anfang des 17. Jahrhunderts war das Gebäude im Besitz von Melchior von Dernbach genannt Graul, Amtmann in Brückenau, kaiserlicher Rat und fuldaischer Hofmarschall, Bruder des Fürstabtes Balthasar von Dernbach und Vater von Peter Philipp von Dernbach, dem späteren Fürstbischof von Bamberg und Würzburg. Unter den Fürstäbten Placidus von Droste (1678–1700) und Konstantin von Buttlar (1714–1726) wurde es zum Amtshaus und Gerichtssitz umgebaut. Obwohl das Amtsgericht Geisa im Rahmen einer Strukturreform 1949 aufgelöst wurde, hat das Gebäude diesen Namen bis auf den heutigen Tag behalten. Viele Jahre diente es als Wohn- und Bürohaus und zur Unterbringung des Schulhortes. Heute befindet sich im Amtsgerichtsgebäude das Gästehaus der Point Alpha Stiftung. Die Räume wurden aufwendig saniert und modernisiert. So entstand ein Anbau, der als moderner Tagungsraum, mit Platz für bis zu 120 Personen genutzt werden kann, außerdem stilvolle Hotelzimmer in einer interessanten Atmosphäre von alt und moderne. An das Amtsgericht grenzt westlich ein eingeschossiges Nebengebäude mit einer Tordurchfahrt, das die Wappen Konstantin von Buttlars trägt und früher das Gefängnis beherbergte.

## Amtmänner

### Ministeriale von Rockenstuhl
Das Stift Fulda ließ Geisa durch besondere Beamte verwalten, welche sich nach der Stadt nannten. 1138 ist als Zeuge in einer Urkunde des Stiftes Fulda mit aufgeführt: Hartwig v. Geysaha; 1160 in einer Urkunde des Abtes von Hersfeld: Herwig von Geisaha.
In einer Urkunde des Jahres 1185 wurden die ersten Ministerialen derer vom Rockenstuhl aufgeführt. Im Jahre 1186 ist ein Gerlach vom Rockenstuhl als Zeuge genannt, ebenso im Jahre 1187 ein Berthold vom Rockenstuhl, und im Jahre 1222 traten Eckard und Tragebote vom Rockenstuhl als Zeugen auf.

### Lehnspflichtige Ritter
Seit Anfang des 14. Jahrhunderts wurde das Geisaer Land vom Rockenstuhl aus über mehrere Jahrhunderte hinweg von lehenspflichtigen Rittern, welche dem Kloster Fulda unterstellt waren, regiert. Sie hatten die Aufgabe, das fürstäbtliche Kammergut zu verwalten und für die Abgaben (überwiegend Naturalien, später Geld) der lehenspflichtigen Bauern zu sorgen. Außerdem waren sie für die Sicherheit der Region, z. B. für das Geleit auf den Straßen und für das Gerichtswesen, zuständig. 
Aus den Reihen der Amtmänner vom Rockenstuhl selbst gingen hohe geistliche Würdenträger hervor – die Familie von Dernbach stellte einen Fuldaer Bischof und einen Fürstbischof von Bamberg und Würzburg. Folgende Vertreter dieser Familie waren Amtmänner vom Rockenstuhl:
- Melchior von Dernbach
- Balthasar von Dernbach (* 1548; † 1606), Bruder von Melchior von Dernbach, war Fürstabt von Fulda (1570–1606) und führte als erklärter Gegner der Reformation die Bevölkerung des Geisaer Landes zum alten katholischen Glauben zurück.
- Peter Philipp von Dernbach (* 1619; † 1683), jüngster Sohn Melchiors. Er erreichte die wohl höchsten Ämter in der Familie derer von Dernbach. Unter anderem war er Fürstbischof von Bamberg und Würzburg (1675–1683).
- 1800 wird Karl Alexander von Dalberg als Oberamtmann genannt.[6]